# Macedonio Fernández

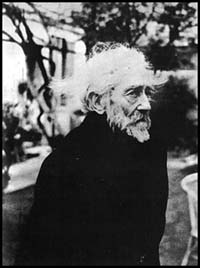
Macedonio Fernández

Macedonio Fernández (* 1. Juni 1874 in Buenos Aires; † 10. Februar 1952 ebenda) war ein argentinischer Schriftsteller mit einem vielfältigen Werk aus Romanen, Erzählungen, Essays, Gedichten und unklassifizierbaren Texten. Als Vorreiter der Avantgarde übte er großen Einfluss auf die argentinische Literatur aus. Jorge Luis Borges nannte ihn in seiner Grabrede auf den Freund einen „zum Argentinier gewordenen Halbgott“.

## Leben
Macedonio Fernández war ein Sohn des Gutsbesitzers und Offiziers Macedonio Fernández und dessen Ehefrau Rosa del Mazo Aguilar Ramos. Inspiriert von der Lektüre Walden oder Leben in den Wäldern (Henry David Thoreau) versuchte Fernández als Gymnasiast zusammen mit einer Gruppe Gleichgesinnter auf einer Insel im Río Paraguay von und mit der Natur zu leben. Schon nach kurzer Zeit brach er dieses Experiment ab und kehrte an seine Schule, das Colegio Nacional Central, zurück. Im Winter 1887/88 begann er Rechtswissenschaften an der Universidad de Buenos Aires zu studieren und konnte dieses Studium 1897 mit seiner Dissertation „De las personas“ erfolgreich abschließen.
1898 wurde Fernández als Rechtsanwalt zugelassen. Im darauffolgenden Jahr heiratete er Elena de Obieta, mit der er vier Kinder hatte. Nach dem Tod seiner Frau im Jahr 1920 gab er seine Arbeit als Anwalt auf, die Kinder blieben in der Obhut der Großeltern.
Bereits während seines Studiums war Fernández freier Mitarbeiter von Leopoldo Lugones und dessen Zeitung „La Montaña“. Durch diese Arbeit machte er auch die Bekanntschaft von José Ingenieros, Juan Justo und andere.
1921 kehrte die Familie Borges aus der Schweiz zurück. Jorge Luis Borges schrieb über die Begegnung mit Macedonio Fernández: „Vielleicht war das Hauptereignis meiner Rückkehr Macedonio Fernandéz. Von allen Leuten, denen ich im Laufe meines Lebens begegnet bin – und ich habe eine Menge bemerkenswerter Menschen getroffen –, hat keiner mich so tief und nachhaltig beeindruckt wie Macedonio.“ Macedonio Fernández war bereits in Studienzeiten mit Jorge Guillermo Borges Haslam befreundet gewesen; nun dehnte sich diese Freundschaft auch auf dessen Sohn Jorge Luis Borges aus – damals ein junger Dichter vor der Publikation seines ersten Gedichtbandes. 1928 veröffentlicht Fernández auf Drängen von Raúl Scalabrini Ortiz und Leopoldo Marechal No toda es vigilia la de los ojos abiertos. Im nächsten Jahr folgt Papeles de Recienvenido. Außerdem gibt es erste Andeutungen über die mögliche Veröffentlichung des Romans Museo de la Novela de la Eterna (erst 1967 posthum erschienen). Diesen Roman bezeichnete Macedonio Fernández selbst als „ersten guten Roman“ – im Kontrast dazu gab es den „letzten schlechten Roman“, Adriana Buenos Aires.
1947 zog Macedonio Fernández ins Haus seines Sohns Adolfo, wo er bis zu seinem Tod lebte.

## Rezeption
In der argentinischen Literatur nimmt Macedonio Fernández eine herausragende Stellung ein. Als wichtiges Mitglied der Grupo Florida veröffentlichte er viel in der Literaturzeitschrift Martín Fierro zur Avantgarde Argentiniens.
Schon in seiner frühen Lyrik lässt sich Fernández nicht mehr zum Modernismo zählen und noch vor Lugones' „Lunario sentimental“ machte er sich um den Ultraismus verdient. Er beeinflusste vor allem seine Mitstreiter im gemeinsamen literarischen Zirkel Grupo Florida.

## Werke

### Einzelausgaben
- No toda es vigilia la de los ojos abiertos. Manuel Gleizer, Buenos Aires 1928.
- Papeles de Recienvenido. Cuadernos del Plata, Buenos Aires 1929.
- Una novela que comienza. Ercilla, Santiago de Chile 1941 (Vorwort von Luis Alberto Sánchez).
- Poemas. Guarania, México 1953 (Vorwort von Natalicio González).
- Museo de la Novela de la Eterna. CEAL, Buenos Aires 1967 (Vorbemerkung von Adolfo de Obieta).
- No toda es vigilia la de los ojos abiertos y otros escritos. CEAL, Buenos Aires 1967 (Vorbemerkung von Adolfo de Obieta).
- Cuadernos de todo y nada. 2. Aufl. Corregidor, Buenos Aires 1990.

### Werkausgaben
- Adolfo de Obieta (Hrsg.): Obras completas. Corregidor, Buenos Aires 1972 ff

1. Papeles antiquos. Escritos 1892-1907. 1981.
2. Epistolario. 2. Aufl. 1991, ISBN 950-05-0635-1.
3. Teorías. 3. Aufl. 1997, ISBN 950-05-0584-3.
4. Papeles de recienvenido y continación de la nada. Neuaufl. 2004, ISBN 950-05-0530-4.
5. Adriana Buenos Aires. última novela mala. Neuaufl. 2005, ISBN 950-05-1595-4.
6. Museo de la Novela de la Eterna; primera novela buena. 1975.
7. Relato, cuentos, poemas y misceláneas. ". Aufl. 2004, ISBN 950-05-0478-2.
8. No toda es vigilia de los ojos abiertos y otros escritos metafisicos. 1990, ISBN 950-05-0577-0.
9. Todo y nada. 1995, ISBN 950-05-0991-5.

### In deutscher Übersetzung
- Das Museum von Eternas (Erster guter Roman). Übersetzt von Petra Strien. Die Andere Bibliothek, Berlin 2014. ISBN 978-3-8477-0350-1.